# Analepse
Cet article possède un paronyme, voir Anableps.
L’analepse – nom féminin (du grec ancien ἀνάληψις / análipsis) – ou retour en arrière, dans un récit enchâssant, est une figure de style. Elle correspond à un retour en arrière, au récit d'une action qui appartient au passé. Elle consiste à raconter après-coup un événement et constitue ainsi la figure inverse de la prolepse. On peut également parler de « retour en arrière » pour exprimer cette idée, mais ce terme s'utilise plutôt dans le domaine du cinéma ou de la bande dessinée.

## Fonctions
L'analepse sert à :
- Éclairer le passé des personnages ;
- Justifier la psychologie des personnages.